# Eriocampa
Genre
Eriocampa est un genre d'insectes hyménoptères de la famille des Tenthredinidae.

## Classification

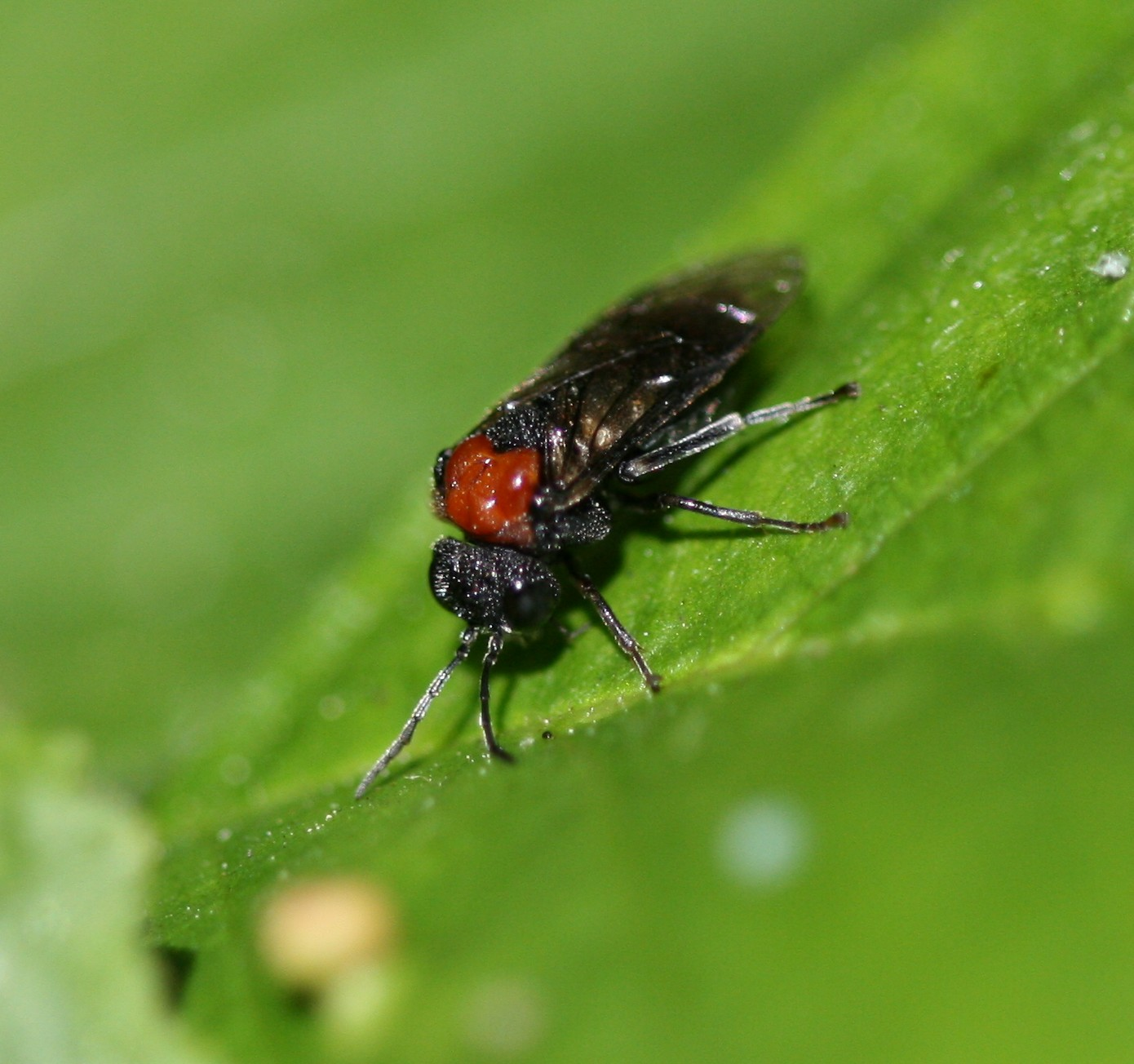
Eriocampa ovata.

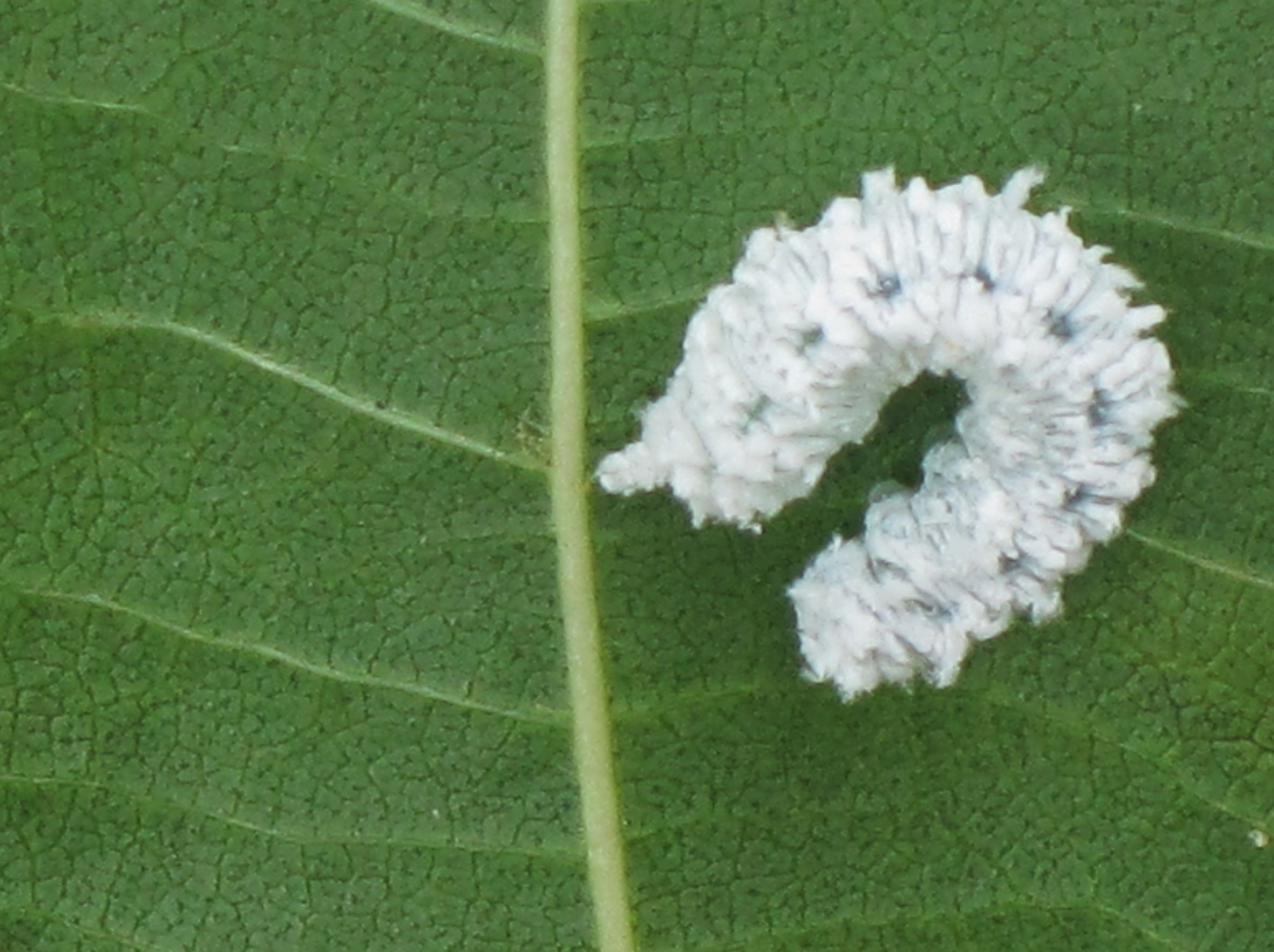
Eriocampa ovata, larve.

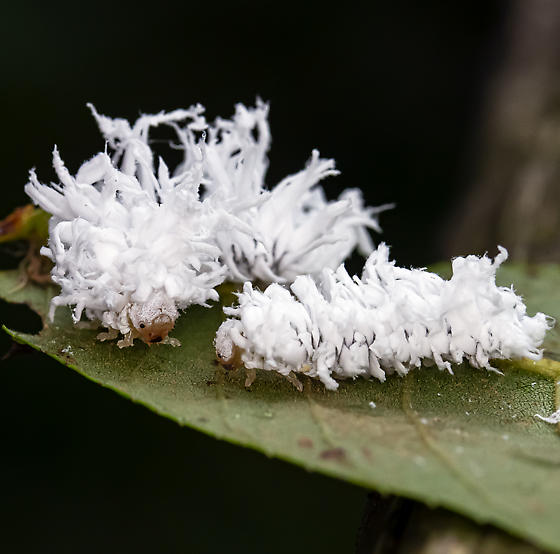
Eriocampa juglandis, larves.

Le genre Eriocampa a été créé en 1837 par Theodor Hartig (1805-1880).

## Liste d'espèces
Il y a cinq espèces dans le genre Eriocampa :
- Eriocampa dorpatica Konow, 1887 g
- Eriocampa juglandis b (butternut woollyworm)
- Eriocampa mitsukurii Rohwer, 1910 g
- Eriocampa ovata (Linnaeus, 1761) g b (alder sawfly)
- Eriocampa umbratica (Klug, 1816) g

Data sources: i = ITIS, c = Catalogue of Life, g = GBIF, b = Bugguide.net,,,,

## Espèces fossiles
Selon Paleobiology Database en 2023, les espèces fossiles sont au nombre de sept :
- †Eriocampa bruesi Rohwer, 1908
- †Eriocampa celata Cockerell, 1915
- †Eriocampa disjecta Cockerell, 1922
- †Eriocampa pristina Cockerell, 1910
- †Eriocampa scudderi Brues, 1908
- †Eriocampa synthetica Cockerell, 1911
- †Eriocampa tulameenensis Rice, 1968